# Норфолк (Виргиния)
Но́рфолк (англ. Norfolk) — город-порт в устье Чесапикского залива, в юго-восточной части штата Виргиния, США. 
В Норфолке расположена главная военно-морская база США в Атлантическом океане. 
Население составляет 238 832 жителей (2006).

## История
Основан в 1682 году. Во время Войны за независимость штаб-квартира британского губернатора. Сожжён повстанцами; от города колониальной эпохи сохранилась только церковь с простреленной ядром стеной.
Ограничения на торговлю с Британией, частые пожары и соперничество с другими портами ограничивали развитие Норфолка до 1870 года, когда здесь соединились несколько важных железных дорог.
Во время мировых войн в Норфолке был построен огромный промышленно-транспортный комплекс, обслуживающий Атлантический флот США.
Тут же располагается военно-морская база ВМФ США — «Норфолк».

## Промышленность и экономика
50 крупнейших работодателей Норфолка:
| № п/п | Работодатель                                |
| ----- | ------------------------------------------- |
| 1     | Министерство обороны США                    |
| 2     | Sentara Healthcare                          |
| 3     | Norfolk City Public Schools                 |
| 4     | City of Norfolk                             |
| 5     | Old Dominion University                     |
| 6     | Children's Hospital of the King's Daughters |
| 7     | Norshipco                                   |
| 8     | Eastern Virginia Medical School             |
| 9     | Norfolk State University                    |
| 10    | U.S. Navy Exchange                          |

## Транспорт
19 августа 2011 года в городе открыта система скоростного трамвая «The Tide».

## Достопримечательности
Здесь находится Мемориал Макартура, в котором похоронен генерал Дуглас Макартур.
В июне 1994 открыт морской музей «Nauticus».

## Образование
- Norfolk State University

## Города-побратимы
Китакюсю (Япония) (1963)
 Вильгельмсхафен (Германия) (1976)
 Норфолк (Великобритания) (1986)
 Тулон (Франция) (1989)
 Калининград (Россия) (1992)
 Галифакс (Канада) (2006)
 Кагаян-де-Оро (Филиппины) (2008)
 Кочин (Индия) (2010)
 Тема (Гана) (2010)
 Нинбо (Китай) (2012)